# Macrociclo
Un macrociclo es, según la definición de la IUPAC, "una macromolécula cíclica o una porción cíclica macromolecular de una molécula".  En la literatura química, los químicos orgánicos suelen considerar que un macrociclo es cualquier molécula que contiene un anillo con nueve o más átomos. En química de coordinación, en general se define un macrociclo de un modo más estricto, como una molécula cíclica con tres o más potenciales átomos donadores de electrones que se pueden coordinar a un centro metálico.

## Historia de macrociclos
Hay muy pocos informes aislados de macrociclos sintéticas hechas antes de 1960, por ejemplo Linstead, Elvidge y compañeros de trabajo informó de la síntesis de diversos compuestos macrocíclicos en 1950 algunos de los cuales son potenciales tri- y tetra-dentados ligandos similares a las porfirinas y ftalocianinas. Ellos se informó de formar complejos con metales como el cobre, níquel, cobalto, etc. En los primeros años 1960 Curtis de trabajo en Nueva Zelanda describe la reacción entre trisethylenediaminenickel perclorato (II) y acetona dando como resultado un producto macrocíclico. Al mismo tiempo, Thompson y Busch en EE. UU. lograron la primera síntesis deliberada de un nuevo ligando macrocíclico sintético. En 1962, Schrauzer, Umland y Thierig en Alemania, informaron formación de complejos macrocíclicos utilizando diversos iones metálicos y los grupos R y X.
En 1967 una nueva serie de compuestos macrocíclicos se informó por Pederson, que sintetiza una serie de poliéteres cíclicos o compuestos "corona" con la variedad de tamaños de anillos, un número de átomos de oxígeno de éter y grupos sustituyentes. Poco después de compuestos corona, criptandos, fueron sintetizados por Lehn y compañeros de trabajo, lo que podría dar cabida a un ion metálico de tamaño adecuado y formar complejo de inclusión. Los poliéteres de la corona aromáticos se pueden preparar por métodos de condensación sencillos.

## Efecto macrociclo

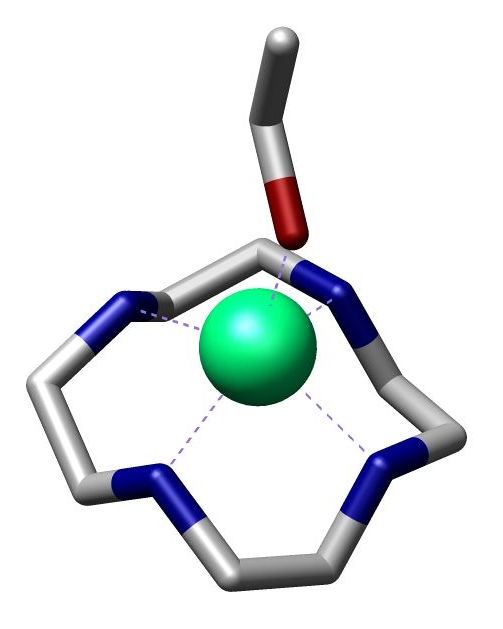
Estructura cristalina de un ion Zn (II) coordinado al cicleno y el etanol; publicado en Inorg. Chem., 1997, 4579-4584.

El efecto macrocíclico fue descubierto en 1969. Los químicos de coordinación estudian los macrociclos con tres o más átomos donantes potenciales en anillos de más de nueve átomos pues estos compuestos a menudo tienen una unión fuerte y específica con los metales Esta propiedad de las moléculas macrocíclicas de coordinación es el efecto macrociclo. Es, en esencia, un caso específico del efecto quelación: los complejos de ligandos bidentados y polidentados son más estables que aquellos con ligandos unidentados de fuerza similar (o con átomos donantes similares). Un macrociclo tiene átomos donantes dispuestos en más posiciones fijas y por lo tanto hay menos efecto entrópico en la energía de enlace de macrociclos que en ligandos monodentados o bidentados, con igual número de átomos donadores. Así, el efecto macrociclo establece que los complejos de ligandos macrocíclicos son más estables que aquellos con ligandos polidentados lineales de fuerza similar (o con átomos donantes similares). Lo mismo puede decirse de los macrociclos multicíclicos, o criptatos, que son los más fuertes agentes formadores de complejos (efecto criptato).

## Síntesis
Los macrociclos son generalmente sintetizados a partir de moléculas más pequeñas, generalmente lineales. Para crear un anillo, hay dos posibilidades:
- En una reacción intermolecular, en la que dos o más moléculas se unen en una reacción para formar un anillo, o
- En una reacción intramolecular, donde una molécula reacciona consigo misma para formar un anillo.

Debido a que la formación de macrociclos utiliza la misma química que la que interviene en la polimerización, deben tomarse medidas para prevenir la polimerización y que esta no ocurra.
Tradicionalmente, esto implica el uso de química de alta dilución, empleando una gran cantidad de disolvente y bajas concentraciones para prevenir que las moléculas reaccionen con otras moléculas. Además, con frecuencia se necesita que los reactivos sean añadidos poco a poco. A baja concentración, la molécula tiene más probabilidades de reaccionar consigo misma que con otra molécula. Esto es generalmente poco eficiente, utilizando grandes cantidades de disolventes y obteniendo rendimientos bajos.
Una forma de lograr altos rendimientos de macrociclos en altas concentraciones es necesario orientar los sitios reactivos de tal manera que fácilmente sufran la ciclación. Los metales de transición, con su capacidad para recoger y disponer de los ligandos en una geometría determinada predecible, pueden provocar un "efecto plantilla." Al unirse a la molécula lineal, para influir en su geometría, un "plantilla" de metal puede acelerar tanto las reacciones intramoleculares o intermoleculares. Así, la acertada elección de un ion metálico y las ubicaciones relativas de los átomos donantes permitirían a un metal controlar el proceso de ciclación.
El efecto plantilla se puede dividir en dos efectos un poco más específicos:
El efecto plantilla cinética describe la influencia directiva del ion metálico y controla el curso estérico de una secuencia de reacciones por etapas. En los casos en que opera el efecto plantilla termodinámica, el ion metálico perturba el equilibrio existente en un sistema orgánico y el producto requerido se produce a menudo con un alto rendimiento como un complejo metálico. En la mayoría de los casos, el efecto modelo cinético está operativo, sin embargo, no se puede hacer una asignación en todos los casos.

## Aplicaciones
- Eliminación de metales pesados de una disolución acuosa para la purificación del agua.
- Interruptores moleculares y motores lineales para construcción artificial de maquinaria a tamaño nanoescala (rotaxanos)
- Sensores Químicos
- Imitación de receptores celulares
- Reconocimiento molecular
  - Reconocimiento de péptidos[8]
  - Moléculas pequeñas
- Diodos orgánicos emisores de luz (OLED)

### Transporte de iones
Como uno de los primeros puntos de interés dentro del campo de la química, el transporte de iones de macrociclos gira principalmente alrededor de los éteres corona y criptandos. Uno de los recientes esfuerzos en macrociclos es proporcionar interruptores para facilitar el control de las tasas dentro de transporte de cationes. Dos ejemplos principales de tipos de interruptores que se han desarrollado son interruptores de fotos con criptandos, y los interruptores electroquímicos que utilizan éteres de antraquinona lazo. Estos esfuerzos de transporte se han centrado ampliamente en la implicación de los cationes de metal, con un desarrollo más reciente centrado en el uso de macrociclos para el transporte de compuestos tales como nucleósidos.

### Catálisis
La aplicación de los macrociclos en catálisis se puede dividir en múltiples áreas sobre la base del sustrato y la reacción catalítica. El esfuerzo en la catálisis había sido la activación de molécula pequeña, tales como el oxígeno con un número de metal de transición con ciertos macrociclos, así como dióxido de carbono, con cobalto (I) y macrociclos de níquel (I). Una vez que el reconocimiento de sustratos se puede lograr con iones distintos de los iones de metal, nuevas aplicaciones de catálisis se pueden crear.

### Imagen de resonancia magnética
Dentro de imágenes por resonancia magnética, complejos macrocíclicos han ganado reconocimiento. Con el fin de producir imágenes eficaz, los complejos de tienen que proporcionar una mejora significativa en las tasas de relajación de protones del agua junto con ser atóxico y tienen estabilidad termodinámica. Estos factores, especialmente la estabilidad termodinámica, tienen ligandos macrocíclicos de plomo con carboxilatos colgante para ser investigados.

### Descubrimiento de medicamento
Macrociclos no siempre son versiones más grandes de moléculas pequeñas, pero se consideran como los ejemplos más pequeñas de las biomoléculas que exhiben dominios funcionales. Macrociclos se han encontrado para ser altamente potente, así como selectiva. Son flexibles para moldear a una superficie objetivo y maximizar las interacciones de unión. También demuestran droga como propiedades fisicoquímicas y farmacocinéticas, tales como una buena solubilidad, la lipofilia, la estabilidad metabólica y biodisponibilidad, a pesar de que tiene un peso molecular mayor que la indicada en las normas de Lipinski

### Tratamiento para el cáncer
Una aplicación notable de marcocycle está dentro de imágenes de tumores y la terapia fotodinámica dentro de la medicina. En general, la mayoría de los tratamientos estándar para el cáncer incluyen cirugía, radioterapia y quimioterapia y todos estos tratamientos tienen importantes efectos secundarios debido a una pérdida de la función del órgano típico. Sin embargo, la terapia fotodinámica (PDT) es controlable en los tratamientos tradicionales de comparación y posee el potencial para destruir las células cancerosas malignas, evitando tejidos de los órganos normales. PDT tiene varias ventajas notables en comparación con la de las terapias tradicionales, como es aplicable en lugares en los que la cirugía no es posible, ofreciendo opciones alternativas para los pacientes de edad avanzada, que son más vulnerables a los tratamientos tradicionales, y, por último, que no presenta la toxicidad orgánica típica asociada a la quimioterapia.

## Usos históricos
Los macrociclos han sido usados durante varias décadas como tintes sintéticos. La ftalocianina es un análogo de la porfirina, que es posiblemente el más útil, en su uso como colorante y pigmento desde su descubrimiento en 1928, debido a su color azul oscuro. Sin embargo hay otros muchos usos para ellos. Su nombre viene de su precursor sintético, ftalodinitrilo.

## Macrociclos biológicos
- Hemo, el sitio activo de la hemoglobina (la proteína de la sangre que transporta el oxígeno) es un porfirina que contiene hierro.
- Clorofila, el pigmento fotosintético verde de las plantas contiene un anillo de clorina.
- Vitamina B12, contiene un anillo de corrina.
- Porfirina, un grupo de compuestos macrocíclicos heterocíclicos compuesto por cuatro subunidades de pirrol, todos interconectados en el carbono α través de un puente de metina

## Categorías moleculares relacionadas
- Ligando: un átomo, iones o grupo funcional que se une a uno o más átomos centrales o iones.
- Quelato: un ligando multidentado, que contiene más de un átomo donante.
- Criptando: un macrociclo con múltiples bucles (bicíclico, por ejemplo).
- Rotaxano: macrociclo(s) pegado a una estructura recta, por lo general libremente.
- Catenano: anillos moleculares entrelazados (como una cadena).
- Nudo molecular: una molécula en forma de un nudo, como un nudo de trébol.